# Subiaco City
Koordinaten: 31° 57′ S, 115° 49′ O

Die City of Subiaco ist ein lokales Verwaltungsgebiet (LGA) im australischen Bundesstaat Western Australia. Subiaco gehört zur Metropole Perth, der Hauptstadt von Western Australia. Das Gebiet ist sieben Quadratkilometer groß und hat etwa 20.000 Einwohner (2016).
Subiaco liegt nördlich des Swan River und grenzt westlich direkt an das Stadtzentrum von Perth. Im Süden liegt der Kings Park.
Der Sitz des City Councils befindet sich im Stadtteil Subiaco, wo etwa 9000 Einwohner leben (2016).

## Verwaltung
Der Subiaco Council hat 13 Mitglieder, zwölf Councillor werden von den Bewohnern der vier Wards (je drei aus North, East, Central und South Ward) gewählt. Der Mayor (Bürgermeister) und Ratsvorsitzende wird zusätzlich von allen Bewohnern der City gewählt.

## Persönlichkeiten
- Ric Charlesworth (* 1952), Hockeyspieler
- Donald Sproxton (* 1953), katholischer Bischof
- Roland S. Kamzelak (1961–2023), Literaturwissenschaftler und Editionsphilologe
- Aran Zalewski (* 1991), Hockeyspieler
- Isabella King (* 1992), Radrennfahrerin
- George Ford (* 1993), Wasserballspieler
- Brianna Throssell (* 1996), Schwimmerin
- Sam Welsford (* 1996), Radrennfahrer
- Kaitlin Nobbs (* 1997), Hockeyspielerin
- Sasha Zhoya (* 2002), australisch-französischer Leichtathlet
- Philip Sekulic (* 2003), australischer Tennisspieler